# Альбан (Тарн)
Альба́н (фр. Alban, окс. Albanh) — коммуна во Франции, находится в регионе Юг — Пиренеи. Департамент — Тарн. Входит в состав кантона От-Даду. Округ коммуны — Альби.
Код INSEE коммуны — 81003.

## География
Коммуна расположена приблизительно в 560 км к югу от Парижа, в 90 км восточнее Тулузы, в 26 км к востоку от Альби.

## Климат
Климат умеренно-океанический. Зима мягкая и дождливая, лето жаркое с частыми грозами. Ветры довольно редки.

## Население
Население коммуны на 2010 год составляло 992 человека.
| 1962 | 1968 | 1975 | 1982 | 1990 | 1999 | 2010 |
| ---- | ---- | ---- | ---- | ---- | ---- | ---- |
| 899  | 994  | 935  | 921  | 904  | 848  | 992  |

## Администрация
| Период | Период | Фамилия        | Партия       | Примечания |
| ------ | ------ | -------------- | ------------ | ---------- |
| 2001   | 2008   | Жак Фаба       | Разные левые |            |
| 2008   | 2014   | Марен Пустомис |              |            |
| 2014   | 2020   | Жан-Луи Фурнье |              |            |

## Экономика
В 2007 году среди 537 человек в трудоспособном возрасте (15—64 лет) 397 были экономически активными, 140 — неактивными (показатель активности — 73,9 %, в 1999 году было 73,5 %). Из 397 активных работали 371 человек (204 мужчины и 167 женщин), безработных было 26 (8 мужчин и 18 женщин). Среди 140 неактивных 36 человек были учениками или студентами, 56 — пенсионерами, 48 были неактивными по другим причинам.

## Достопримечательности
- Приходская церковь Нотр-Дам (XIX век). Исторический памятник с 2001 года.[4]

## Фотогалерея

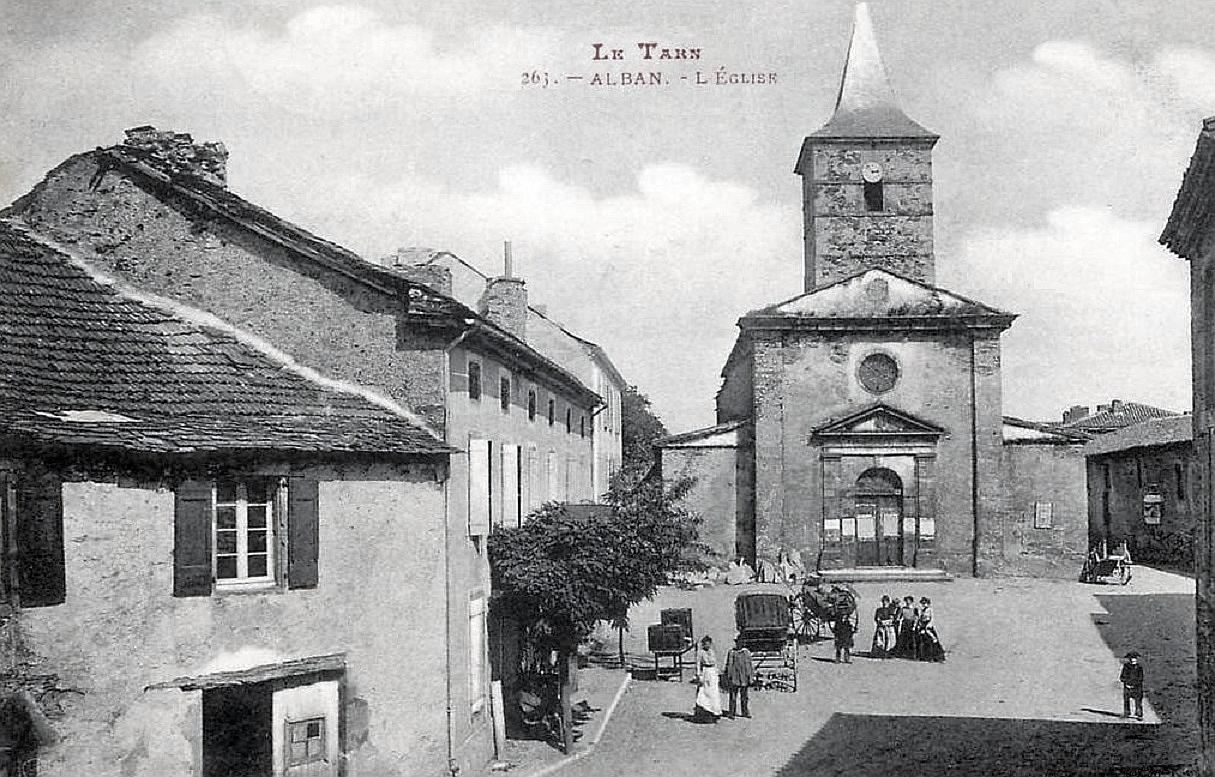
Город в 1910
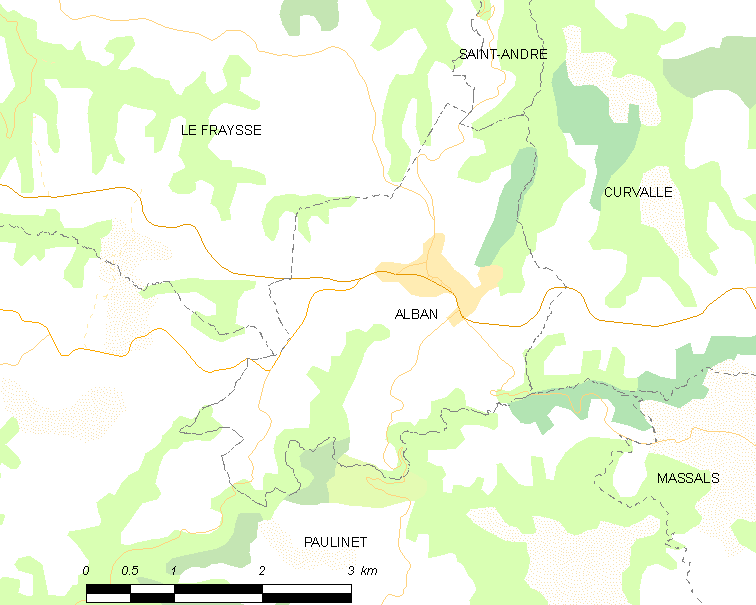
Карта коммуны